# Слепцово (Ярославская область)
Слепцово — деревня Нагорьевского сельского поселения Переславского района Ярославской области.
Расположена на правом берегу реки Нерль примерно в 50 км к северо-западу от Переславля-Залесского (по реке в этом месте проходит граница с Тверской областью).

## Население
| 1859 | 1905 | 1926 | 2007 | 2008 | 2010 |
| ---- | ---- | ---- | ---- | ---- | ---- |
| 310  | ↗364 | ↘353 | ↘2   | →2   | ↘1   |